# شصت و هفتمین مراسم گلدن گلوب
شصت و هفتمین مراسم گلدن گلوب (مخصوص سال ۲۰۰۹) در اوایل سال ۲۰۱۰ برگزار شد که در آن بهترین فیلم‌های نامزد گلدن گلوب سال با هم به رقابت پرداختند.
نامزدهای گلدن گلوب در ۱۵ دسامبر ۲۰۰۹ و برندگان در ۱۷ ژانویه ۲۰۱۰ اعلام شدند.
در این مراسم فیلم آواتار به‌عنوان برنده اصلی موفق به دریافت دو گوی طلایی اصلی مراسم یعنی بهترین فیلم درام سال و بهترین کارگردانی آن (برای جیمز کامرون) شد.
فیلم بالا در آسمان و ناین بزرگترین بازنده‌های مراسم به‌شمار می‌آیند. بالا در آسمان با نامزدی ۶ گلدن گلوب تنها برنده یک جایزه از آن شد و فیلم ناین با نامزدی پنج جایزه نتوانست هیچ‌کدام آن را بدست آورد.
فیلم حرامزاده‌های لعنتی کوئنتین تارانتینو نیز از چهار نامزدی خود یک جایزه را برنده شد. (بهترین بازیگر نقش مکمل مرد برای کریستوف والس)
دو فیلم مهلکه و شکست ناپذیر هم سه گوی نامزد شدند ولی هیچ‌کدام را بدست نیاوردند.
جایزه تقریباً قابل پیش‌بینی هم جایزه گوی طلایی بهترین فیلم خارجی زبان بود که به روبان سفید تعلق گرفت. بهترین انیمیشن سال نیز انیمیشن موفق بالا شد.

## برندگان و نامزدها
| بهترین فیلم | بهترین فیلم |
| درام | موزیکال یا کمدی |
| --- | --- |
| - - آواتار - مهلکه - حرامزاده‌های لعنتی - گرانبها - بالا در آسمان | - - خماری - ۵۰۰ روز سامر - پیچیده‌است - جولی و جولیا - ناین |
| بهترین اجرای فیلم - درام | |
| بهترین بازیگر مرد | بهترین بازیگر زن |
| - - جف بریجز برای فیلم دل دیوانه - جورج کلونی برای فیلم بالا در آسمان - کالین فیرت برای فیلم یک مرد مجرد - مورگان فریمن برای فیلم شکست ناپذیر - مریتابی مگیر برای فیلم برادران                                      | - - ساندرا بولاک برای فیلم طرف مخفی - امیلی بلانت برای فیلم ویکتوریای جوان - هلن میرن برای فیلم آخرین ایستگاه - کری مولیجان برای فیلم یک آموزش - گابوری سیدیب برای فیلم گرانبها |
| بهترین اجرای فیلم - موزیکال یا کمدی | |
| بهترین بازیگر مرد | بهترین بازیگر زن |
| - - رابرت دونی جر برای شرلوک هلمز - مت دیمون برای فیلم خبرچین - دانیل دی-لوئیس برای فیلم ناین - جوزف گوردون لویت برای فیلم ۵۰۰ روز سامر - مایکل استاربک برای فیلم یک مرد جدی                                        | - - مریل استریپ برای فیلم جولی و جولیا - ساندرا بولاک برای فیلمخواستگاری - ماریون کاتیلارد برای فیلم ناین - جولیا رابرتز برای فیلم دو رویی - مریل استریپ برای فیلم پیچیده‌است    |
| بهترین اجرای برای نقش مکمل در فیلم- درام، موزیکال یا کمدی | |
| بهترین بازیگر نقش مکمل مرد | بهترین بازیگر نقش مکمل زن |
| - - کریستوف والس – حرامزاده‌های لعنتی - مت دیمون – شکست ناپذیر - وودی هارلسون – پیک - کریستوفر پلامر – آخرین ایستگاه - استنلی توکی – استخوان‌های دوست‌داشتنی                                                           | - - مو نیکیو برای فیلم گرانبها - پنلوپه کروز برای فیلمناین - ورا فارمیگا برای فیلم بالا در آسمان - آنا کندریک برای فیلم بالا در آسمان - جولین مور برای فیلم یک مرد مجرد         |
| بهترین کارگردانی | بهترین فیلمنامه |
| - - جیمز کامرون برای کارگردانی آواتار - کاترین بیگلو برای کارگردانی مهلکه - جیسن ریتمن برای کارگردانی بالا در آسمان - کوئنتین تارانتینو برای کارگردانی حرامزاده‌های لعنتی - کلینت ایستوود برای کارگردانی شکست ناپذیر | - - بالا در آسمان (جیسن ریتمن) - منطقه ۹ - حرامزاده‌های لعنتی - مهلکه - پیچیده‌است                                                                                                |